# Molekulare Bildgebung
Unter dem Begriff molekulare Bildgebung (englisch molecular imaging) werden die Erforschung physiologischer Prozesse und die Diagnose von Krankheiten auf molekularer Ebene mittels bildgebender Verfahren in vivo zusammengefasst.
Mit den Erkenntnissen der biochemischen Forschung und der Molekularbiologie ist es prinzipiell möglich, bestimmte Krankheiten auf molekulare Abnormalitäten zurückzuführen. So wird beispielsweise die Alzheimer-Krankheit auf die Ablagerung (makro-)molekularer Plaques im Gehirn der Patienten zurückgeführt. Das Ziel der molekularen Bildgebung ist es, diese molekularen Signaturen von Krankheiten zu detektieren und für die medizinische Diagnose zu nutzen. Im Idealfall lassen sich damit Krankheiten bereits vor dem Ausbruch der ersten Symptome diagnostizieren und therapieren. Bei Morbus Alzheimer zeigt sich die Ablagerung der Plaques bereits Jahre vor den klinischen Symptomen.
Die molekulare Bildgebung ist, wie auch das Theranostik-Konzept, Teil eines Paradigmenwechsels im bestehenden Gesundheitssystem, der vom derzeitigen „Krankenservice“ mit seinen kurativen Maßnahmen zu einem prophylaktischen, präventiven Gesundheitsservice führen soll. Damit wird die Erhaltung der Gesundheit und nicht mehr ihre Wiederherstellung in den Mittelpunkt der medizinischen Versorgung gestellt.

## Das Prinzip der molekularen Bildgebung
An ein signalgebendes Molekül oder Atom wird ein Transportmolekül oder -partikel (beispielsweise ein Nanopartikel) gekoppelt, das zudem mit einer „Zielfindungseinheit“ verbunden ist. Letzteres können bestimmte Liganden wie beispielsweise Antikörper oder deren Fragmente, Aptamere, einfache Peptidsequenzen oder Oligonukleotide sein. Diese Liganden sind spezifisch für molekulare Marker bestimmter Krankheiten. Nach dem Schlüssel-Schloss-Prinzip binden sie mit möglichst hoher Selektivität am kranken Gewebe und bewirken so eine Anreicherung der an sie gebundenen signalgebenden Moleküle. Die wiederum können von außen mittels bildgebender Verfahren detektiert und lokalisiert werden.

## Bildgebende Moleküle
Am weitesten fortgeschritten und etabliert ist die molekulare Bildgebung mit Radionukliden. Der Zerfall der radioaktiven Isotope kann mit den bildgebenden Verfahren Szintigrafie, Positronen-Emissions-Tomographie (PET) oder SPECT (single photon emission computed tomography) mit hoher  Empfindlichkeit und sehr geringen Dosen im picomolaren Bereich detektiert werden (siehe Hauptartikel: Nuklearmedizin).
Die Hauptnachteile der Bildgebung mit Radionukliden sind, neben den hohen Kosten dieser Verfahren, vor allem die Strahlenbelastung für den Patienten. Sie verhindern, dass diese Verfahren beispielsweise routinemäßig zur Früherkennung oder zur permanenten Therapiekontrolle eingesetzt werden können. Für die Realisierung des Konzeptes der molekularen Bildgebung wird deshalb derzeit an einer Vielzahl von weiteren Diagnoseverfahren gearbeitet. Dazu zählen vor allem die Magnetresonanztomografie, die Sonografie (Bildgebung durch Ultraschall) und optische Verfahren (meist mittels Fluoreszenz).
Je nachdem welche bildgebenden Moleküle detektiert werden, können sowohl zelluläre Strukturen als auch Funktionen visualisiert werden. Ein Beispiel für die funktionelle molekulare Bildgebung ist die Apoptose-Bildgebung.

## Beispiele
- 18Fluordesoxyglucose, das „Arbeitspferd“ in der Positronen-Emissions-Tomographie, speziell in der Onkologie
- Arcitumomab ist ein muriner monoklonaler Antikörper, der zur Diagnostik von kolorektal Karzinomen zugelassen ist und mit 99mTc für die SPECT verwendet wird.
- Somatostatin-Rezeptor-Szintigrafie mit 68Ga-DOTATOC